# Leignon
Leignon is een plaats en deelgemeente van de Belgische gemeente Ciney.
Leignon ligt in de provincie Namen en was tot 1 januari 1977 een zelfstandige gemeente.
Tijdens de periode van 23 tot 25 december vocht de Amerikaanse soldaat Milo Huempfner hier alleen tegen onder meer een colonne van veertien Duitse tanks. Hij ontving om zijn acties een Distinguished Service Cross. 

## Bezienswaardigheden
- de Église de l'Assomption de Notre-Dame
- het kasteel van Leignon

## Galerij

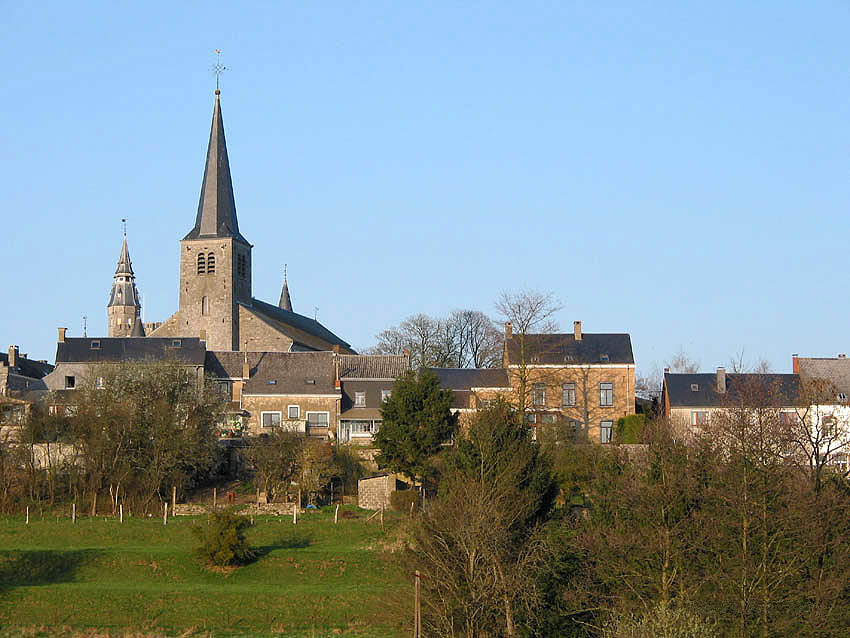
Kerk van Leignon
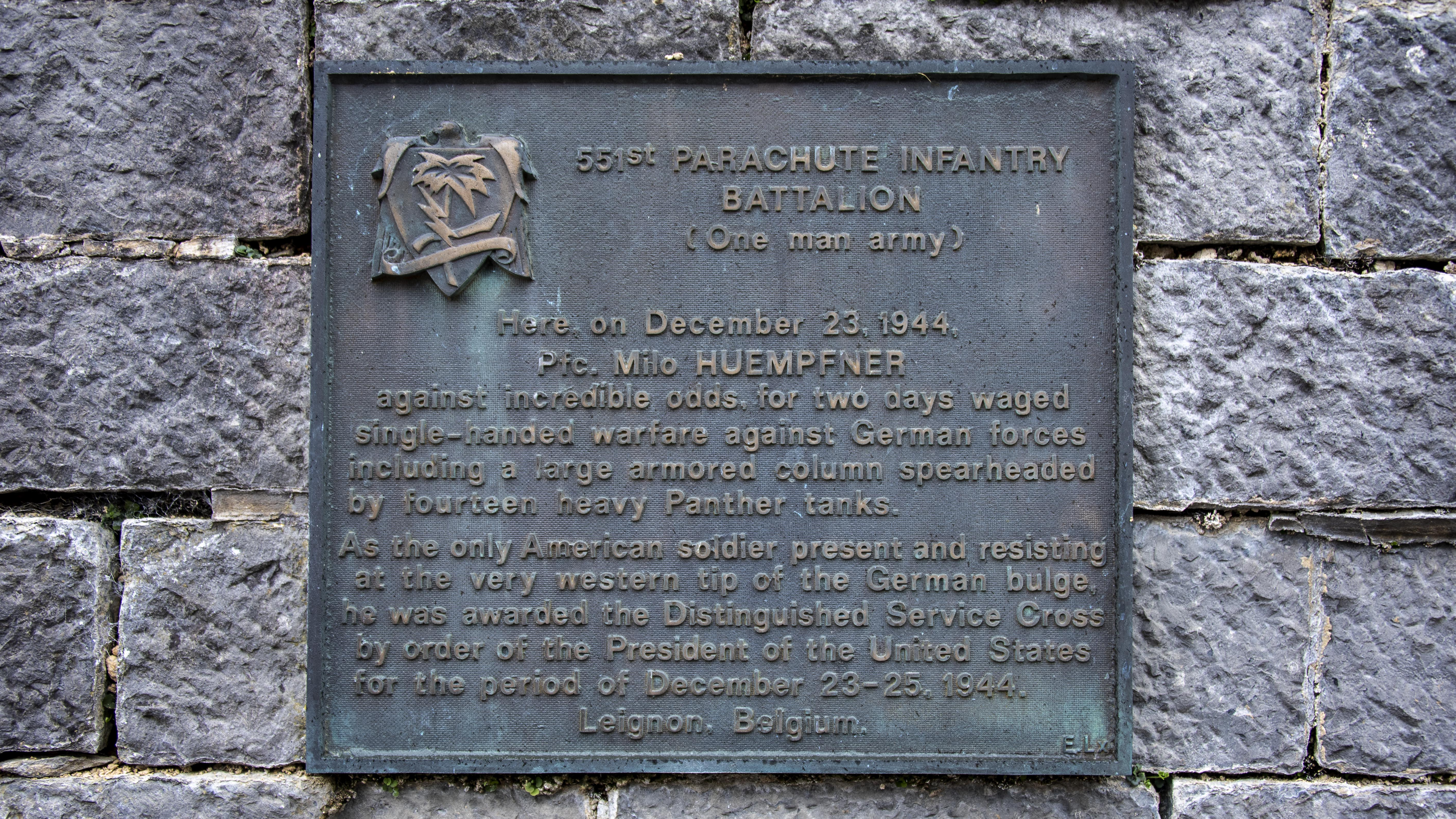
Gedenkplaat aan de muur van de kerk voor Milo Huempfner
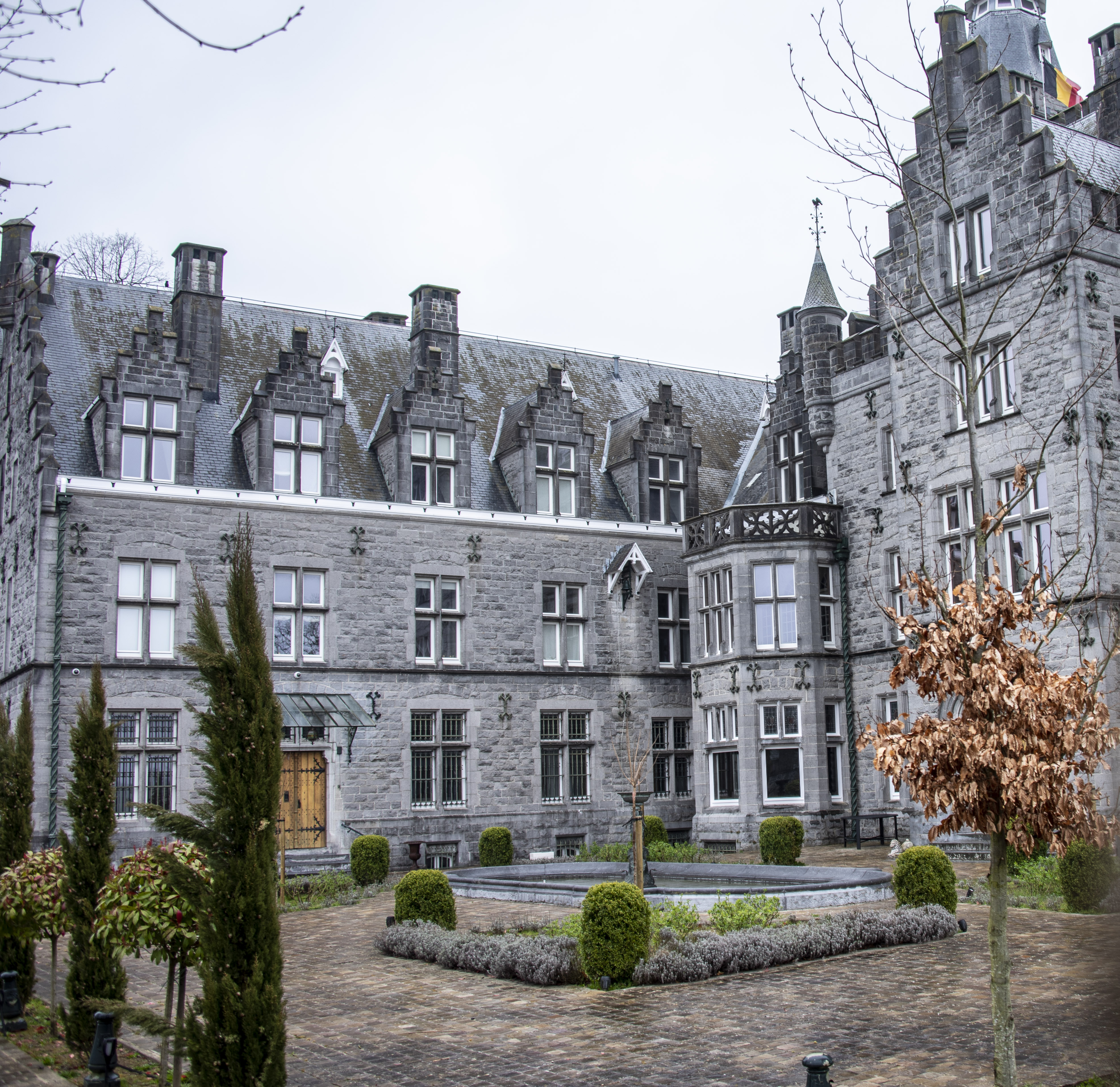
Kasteel van Leignon

## Demografische ontwikkeling
- Bronnen:NIS, Opm:1831 tot en met 1970=volkstellingen, 1976= inwoneraantal op 31 december

Deelgemeenten: Achêne · Braibant · Chevetogne · Ciney · Conneux · Leignon · Pessoux · Serinchamps · Sovet

Overige kernen:  Barcenal · Bragard · Chapois · Conjoux · Corbion · Croix · Enhet · Fays · Haid · Halloy · Haversin · Jannée · Jet · Les Basses · Linciaux · Reuleau · Reux · Ronvaux · Senenne · Stée · Trisogne · Vincon · Ychippe

Belgische gemeenten · arrondissement Namen · provincie Namen · Wallonië